# Prez-vers-Noréaz
Prez-vers-Noréaz är en ort i kommunen Prez i kantonen Fribourg, Schweiz. Orten var före den 1 januari 2020 en egen kommun, men slogs då samman med kommunerna Corserey och Noréaz till den nya kommunen Prez.